# Hermann Gattiker (Maler)

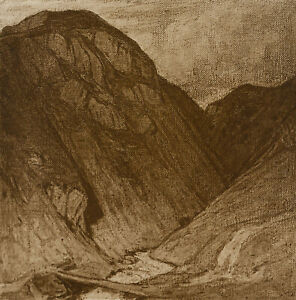
Bergtobel

Hermann Gattiker (* 12. März 1865 in Wollishofen (heute Zürich); † 23. August 1950 in Rüschlikon) war ein Schweizer Maler, Radierer, Kupferstecher und Zeichner.

## Biografie
Hermann Gattiker, der Sohn eines Gärtners, wuchs in der damals noch eigenständigen Enge auf. Von 1880 bis 1883 besuchte er die Kunstgewerbeschule Zürich, anschliessend arbeitete er im Atelier von Jacques Matthias Schenker in Luzern. Von 1884 bis 1895 lebte er in Dresden, wo er sich der Landschaftsmalerei widmete. Dort war er von 1886 bis 1892 als Zeichenlehrer von Prinz Johann Georg von Sachsen tätig. Im Frühjahr 1895 übersiedelte er nach Karlsruhe, um Meisterschüler des Landschaftsmalers Gustav Schönleber zu werden. Beeinflusst durch den Unterricht bei Wilhelm Krauskopf wandte er sich allmählich dem Radieren und Kupferstechen zu.
1899 liess sich Gattiker in Rüschlikon nieder. Dort gründete er eine Künstlerkolonie, der unterem anderem Hans Sturzenegger, Hans Brühlmann und Gustav Gamper angehörten. Bis 1902 unterrichtete er Landschaftszeichnen an der Kunstgewerbeschule Zürich, von 1900 bis 1910 auch an der von Luise Stadler gegründeten «Kunst- und Kunstgewerbeschule für Damen». 1902/1903 gehörte er der Eidgenössischen Kunstkommission an, von 1899 bis 1909 der Sammlungskommission der Zürcher Kunstgesellschaft. Nachdem er 1910 alle Ämter niedergelegt hatte, lebte er fortan zurückgezogen in Rüschlikon und wandte sich erneut der Landschaftsmalerei zu. Ab 1912 unternahm er Studienreisen nach Italien und in die Provence.
Gattikers Landschaftsbilder basierten auf exakten Naturstudien, wobei seine frühesten Arbeiten, die weite Hügel- und Heidedarstellungen zeigen, stark durch Werke von Adolf Stäbli und Hans Thoma beeinflusst sind. Von ausgewählten Werken Stäblis fertigte er Radierungen an. Inspiriert durch Arnold Böcklin radierte er um 1900 romantisierende Stimmungslandschaften. Auch die nach 1910 entstandenen kleinformatigen Gemälde bezogen sich auf Böcklin und Stäbli, sie zeigen überwiegend Landschaften im Kanton Tessin und in Norditalien. In den 1920er Jahren kamen Darstellungen der Schweizer Alpen hinzu, in den 1930er Jahren Darstellungen südfranzösischer Landschaften. Da Gattiker expressiven und formauflösenden Tendenzen stets skeptisch gegenüberstand, galt er schon zu Lebzeiten als unmodern.
In den 1930er Jahren lernte der alte Maler den Migros-Gründer Gottlieb Duttweiler kennen, der ihn mit der Umgestaltung seines viereinhalb Hektaren grossen Grundbesitzes in Rüschlikon beauftragte. Nach seinen Ideen und Plänen wurde nach und nach in insgesamt sechs Jahren ein Park im Stil eines englischen Landschaftsgartens angelegt. Es entstanden der turmartige Aussichtspunkt, der Weiher, ein künstlicher Hügel, die grosse Hauptwiese (in Fachkreisen auch Pleasureground genannt) und eine flache Mauer mit einer Treppe am Ende, die das Gelände terrassiert. Der so gestalterisch aufgewertete Park wurde 1946 als Park im Grüene der Öffentlichkeit zugänglich gemacht. Er darf als Gattikers Spätwerk angesehen werden. «Es waren sechs Jahre des Denkens und Überlegens, so wie es die Alten machten, von innen heraus zu bauen mit Zeit und Mass, allerdings auch grossen Unkosten», hielt der Bauherr später Rückschau.

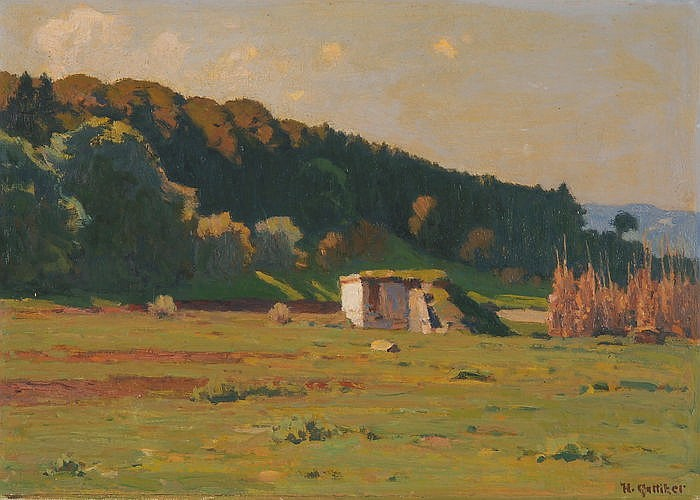
Herbstlandschaft (29 × 41 cm)
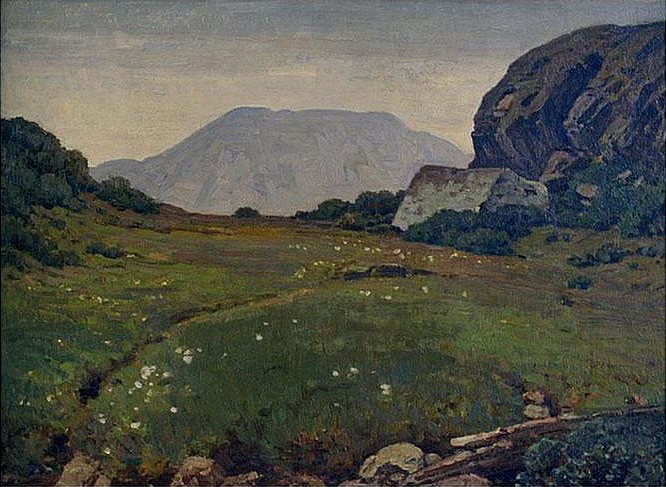
Berglandschaft in der Provence (42 × 56 cm)
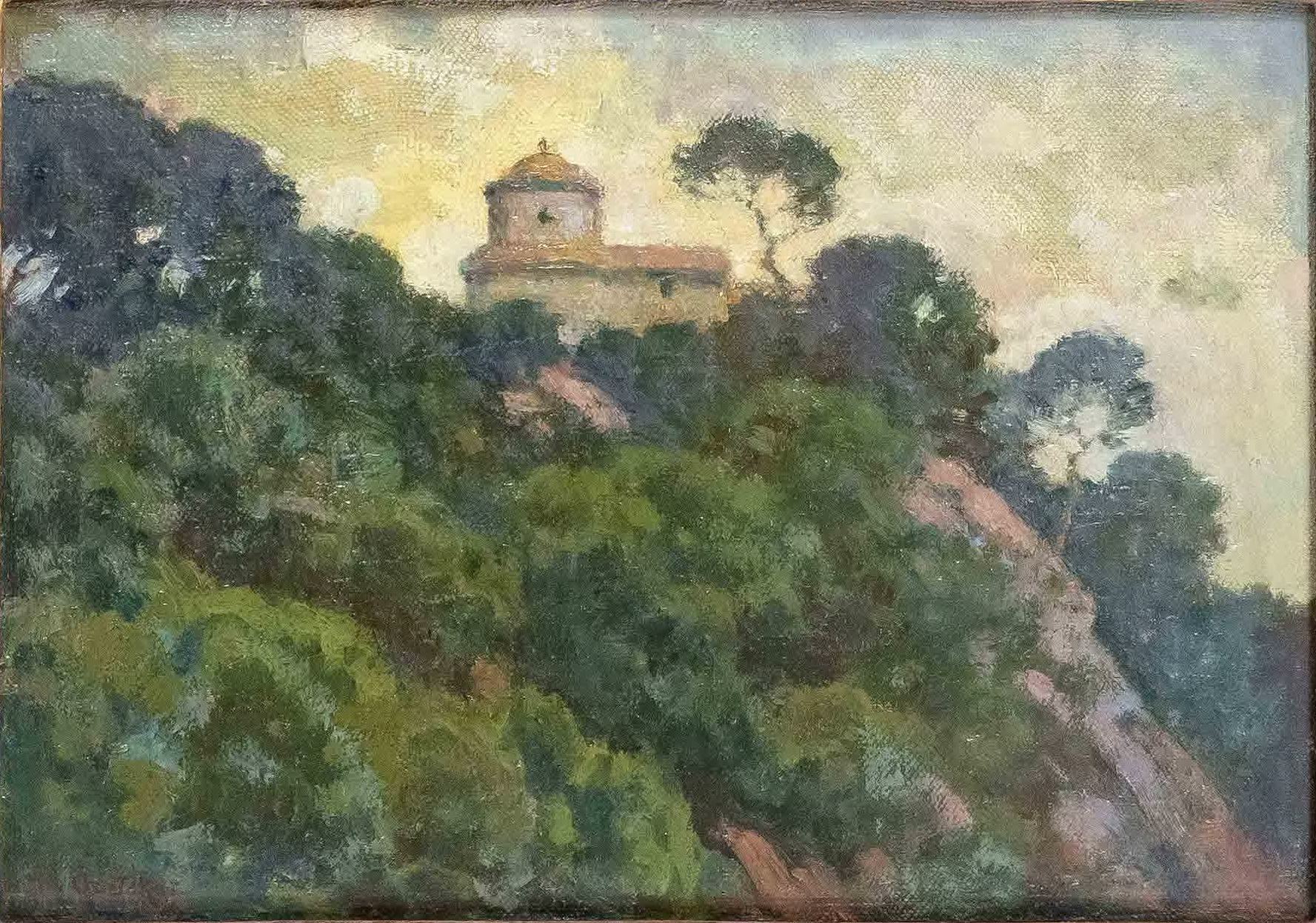
Kirche bei Portofino (18 × 26 cm)
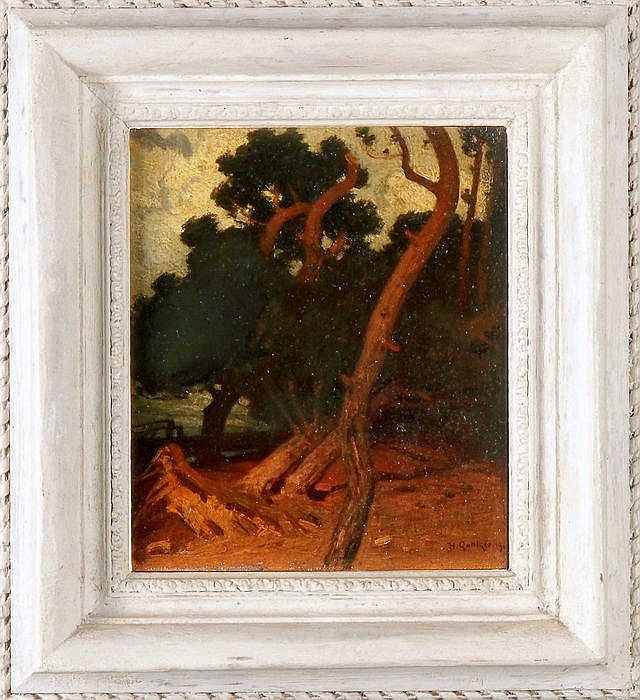
Waldbruch, 1919 (29 × 26 cm)
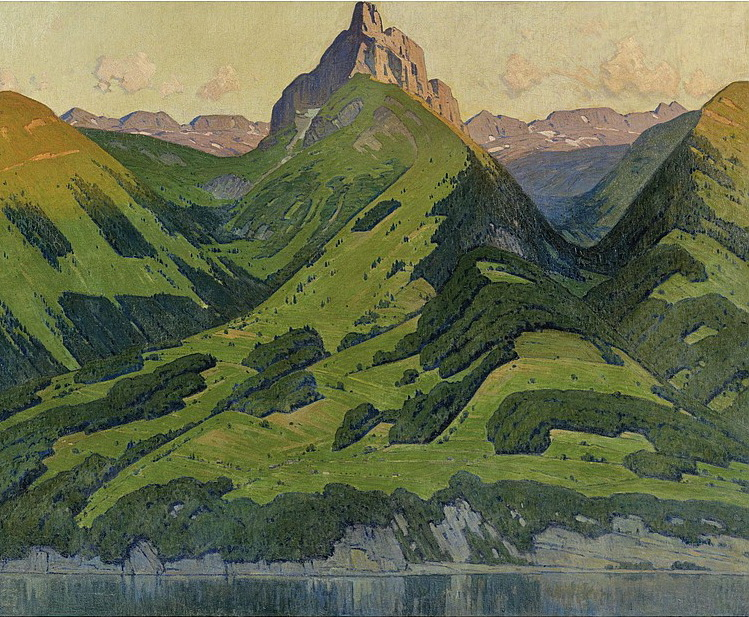
Mürtschen am Walensee, 1922 (165 × 201 cm)